# BKK Public
Die BKK Public (früher BKK Publik) ist eine deutsche gesetzliche Krankenversicherung aus der Gruppe der Betriebskrankenkassen.

## Geschichte
Ihren Ursprung hat die Kasse in den Unternehmen Feldschlößchen AG und Preussag.
Die Geschäftsstellen befinden sich in Hannover, Braunschweig, Kiel, Lingen, Würzburg, Salzgitter-Lebenstedt sowie in Salzgitter–Bad. Sie ist für folgende Bundesländer bzw. Regionen geöffnet: Hamburg, Niedersachsen und Region Rheinland (Regierungsbezirke Köln und Düsseldorf).

## Weblink
- Offizielle Website

Koordinaten: 52° 9′ 5,1″ N, 10° 19′ 35,2″ O